# Comme facette mammeta (I Due Corsari)
Comme facette mammeta (lett. "Come fece tua madre" in napoletano) è un singolo de I Due Corsari, pubblicato dalla The Red Record nel 1960 su flexy disc allegato al numero 99 (19 novembre 1960) della rivista Il Musichiere.

## Il disco
L'unico brano del disco è una canzone napoletana molto popolare, incisa da numerosi altri interpreti tra cui Ricky Gianco nel 1963, Gabriella Ferri nel 1971 e Massimo Ranieri nel 1972.
Non è indicato il nome dell'arrangiatore.

## Tracce
1. Comme facette mammeta (testo: Giuseppe Capaldo – musica: Salvatore Gambardella)